# Мерва, Густав Алвин
Гу́став А́лвин Ме́рва, немецкий вариант — Густав Арвин Мюрбе (в.-луж. Gustaw Alwin Mjerwa, нем. Gustav Alwin Mürbe; 22 декабря 1882 года, деревня Дажин, Лужица, Германия — 30 апреля 1958 года, Букецы, Лужица, Германская Демократическая Республика) — лютеранский священнослужитель, лужицкий общественный деятель, председатель культурно-просветительского общества «Матица сербская» (1938—1941), редактор журнала «Pomhaj Bóh» (1955—1958).

## Биография
Родился 22 декабря 1882 года в крестьянской семье в серболужицкой деревне Дажин. Окончил гимназию в Будишине. С 1904 года по 1908 год изучал теологию в Лейпциге, где участвовал в деятельности серболужицкого студенческого братства «Сорабия» и Серболужицкого проповеднического общества. В 1919 году вступил в культурно-просветительскую организацию «Матица сербская». После окончания обучения служил два года викарием и потом назначен настоятелем. С 1931 года по 1937 год был председателем лютеранской проповеднической комиссии. В 1938 году был избран председателем «Матицы сербской». На этой должности находился до 1941 года, когда деятельность организации была запрещена. В 1942 году был выслан нацистскими властями из Лужицы. Возвратился в Лужицу в 1946 году, где до своей кончины в 1958 году служил настоятелем в лютеранском приходе в деревне Букецы.
После восстановления в 1948 году деятельности организации «Матица сербская» вступил в конфликт с лидерами «Домовины», которые поддерживали социалистическое правительство. С 1955 года по 1958 год редактировал лужицкий журнал «Pomhaj Bóh».